# Glyphidocera
Glyphidocera är ett släkte av fjärilar. Glyphidocera ingår i familjen Symmocidae.

## Bildgalleri

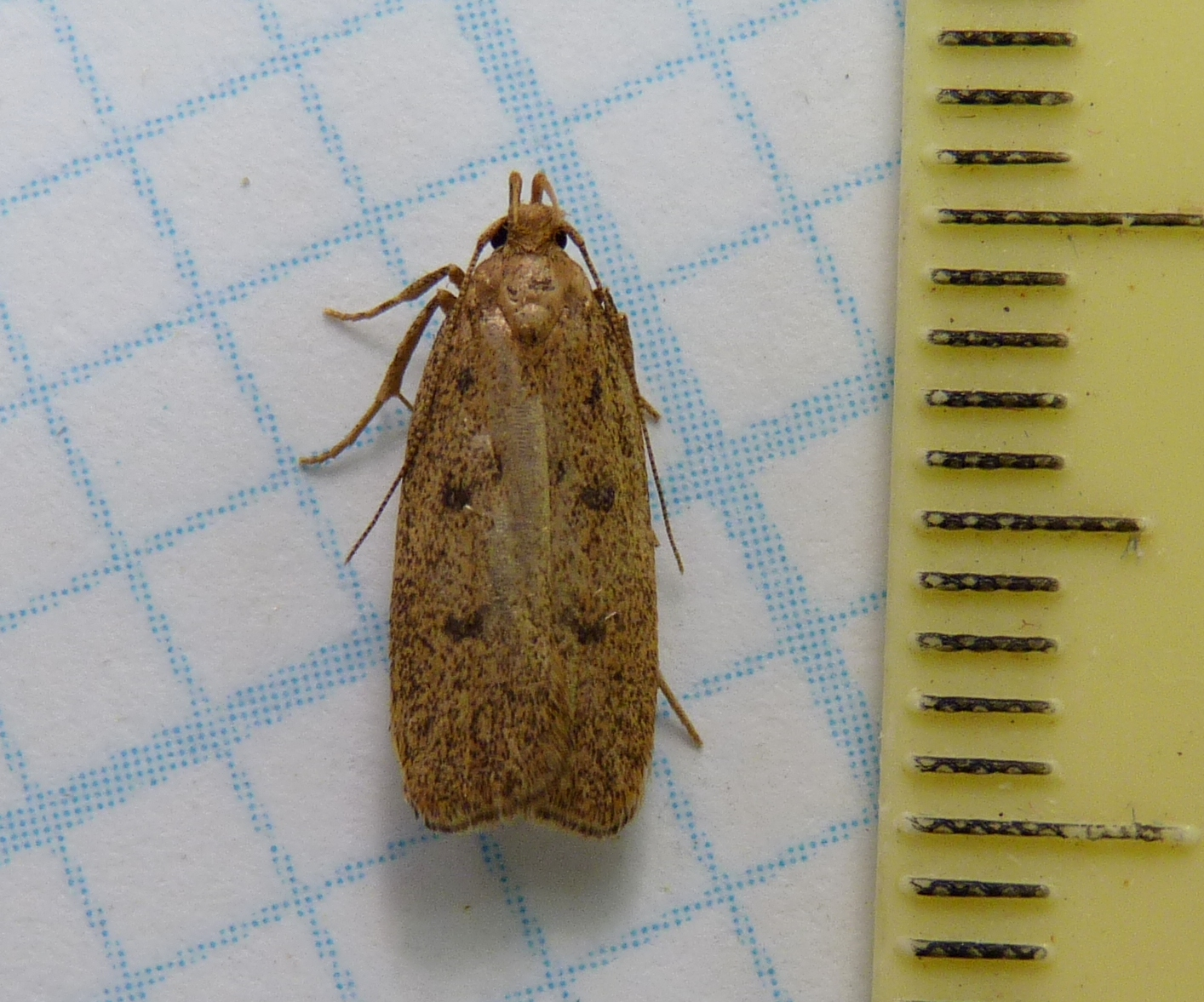
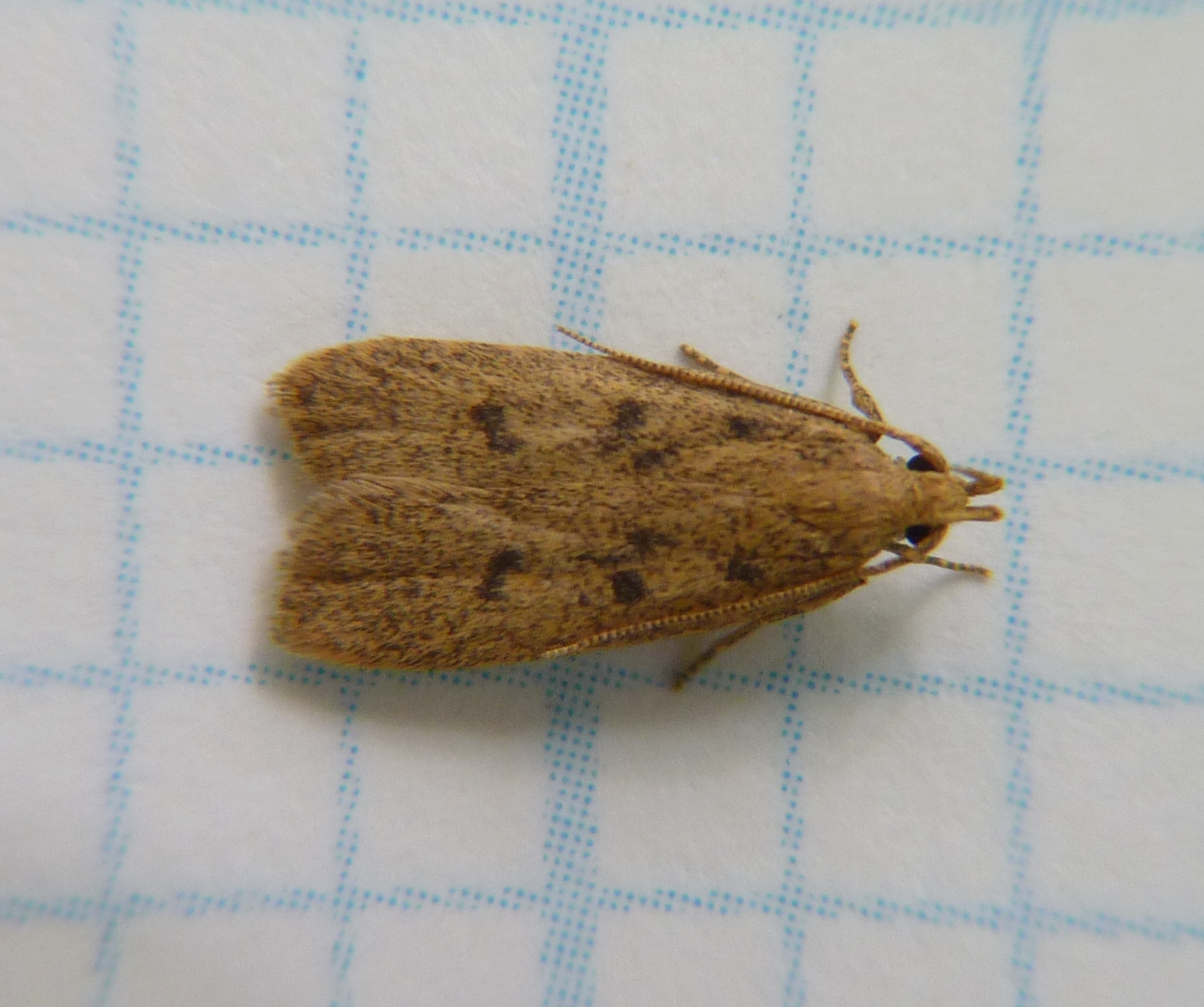

## Dottertaxa tillGlyphidocera, i alfabetisk ordning[1]
- Glyphidocera abiasta
- Glyphidocera aequepulvella
- Glyphidocera anceps
- Glyphidocera audax
- Glyphidocera barythyma
- Glyphidocera capraria
- Glyphidocera carribea
- Glyphidocera catectis
- Glyphidocera cerochra
- Glyphidocera crocogramma
- Glyphidocera cryphiodes
- Glyphidocera democratica
- Glyphidocera dimorphella
- Glyphidocera dominicella
- Glyphidocera drosophaea
- Glyphidocera elpista
- Glyphidocera eurrhipis
- Glyphidocera exsiccata
- Glyphidocera floridanella
- Glyphidocera illiterata
- Glyphidocera indocilis
- Glyphidocera inurbana
- Glyphidocera isonephes
- Glyphidocera lactiflosella
- Glyphidocera lepidocyma
- Glyphidocera lithodoxa
- Glyphidocera lophandra
- Glyphidocera melithrepta
- Glyphidocera meyrickella
- Glyphidocera notolopha
- Glyphidocera orthoctenis
- Glyphidocera orthotenes
- Glyphidocera percnoleuca
- Glyphidocera perobscura
- Glyphidocera psammolitha
- Glyphidocera ptilostoma
- Glyphidocera ptychocryptis
- Glyphidocera recticostella
- Glyphidocera reparabilis
- Glyphidocera rhypara
- Glyphidocera sagifera
- Glyphidocera salinae
- Glyphidocera septentrionella
- Glyphidocera speratella
- Glyphidocera stenomorpha
- Glyphidocera thyrsogastra
- Glyphidocera trachyacma
- Glyphidocera umbrata
- Glyphidocera vestita
- Glyphidocera zophocrossa